# Pigeonnier de Marcy
Le pigeonnier de Marcy est un pigeonnier situé à Marcy, en France.

## Description

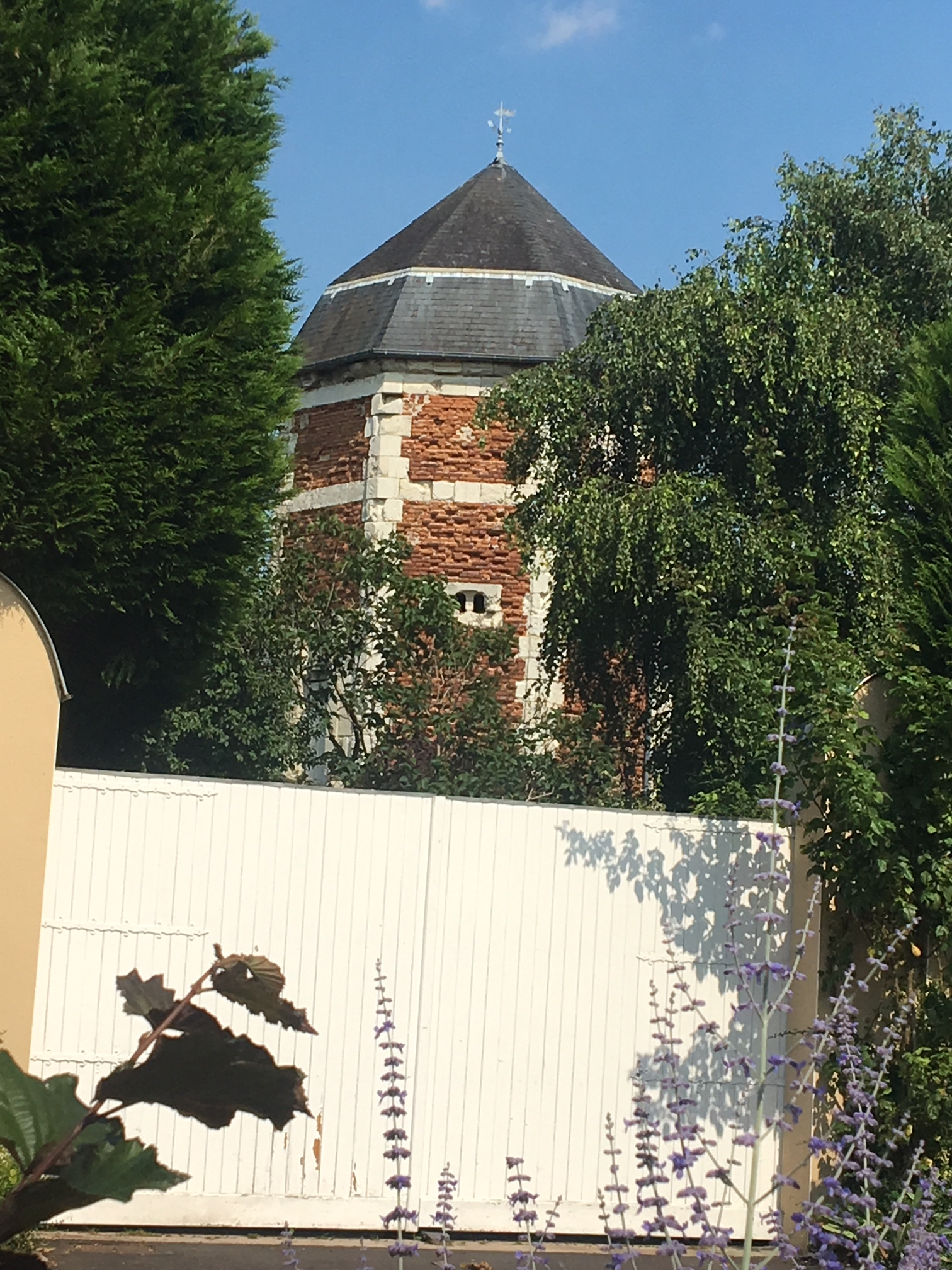
Le Pigeonnier de Marcy

## Localisation
Le pigeonnier est situé sur la commune de Marcy, dans le département de l'Aisne.

## Historique
Le monument est inscrit au titre des monuments historiques en 2003.